# Charles Henman

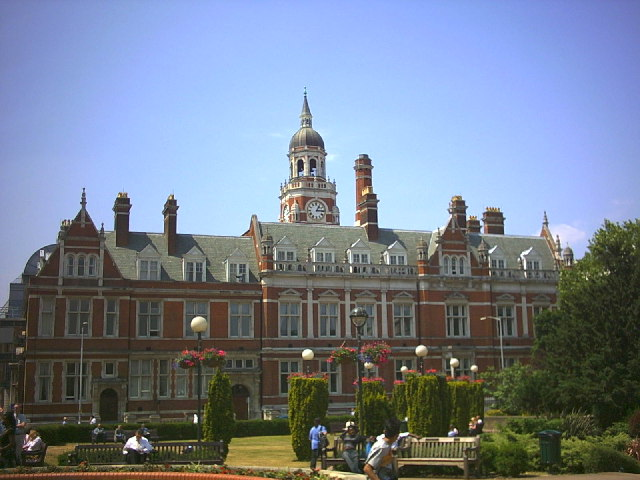
Rathaus von Croydon, vom Queen's Gardens Park aus gesehen

Charles Henman junior (* 1855 in Kings Walden, Hertfordshire; † 1932) war ein britischer Architekt, der vor allem für seine Entwürfe öffentlicher Gebäude in Croydon bei London bekannt wurde. Sein bedeutendstes Werk ist die Croydon Town Hall, ein viktorianisches Gebäude, das heute unter Denkmalschutz steht.

## Leben und Werk

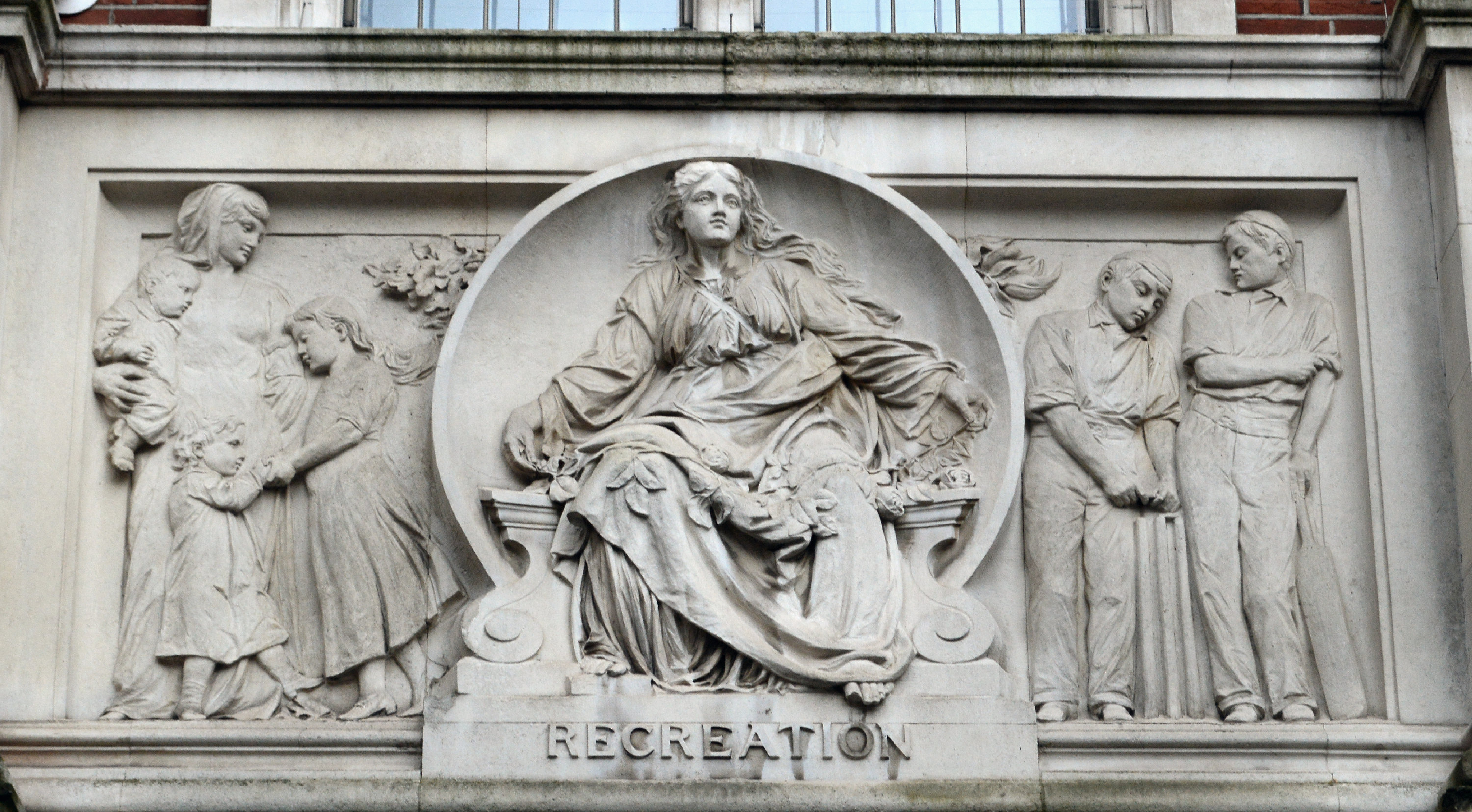
Croydon Old Town Hall, Recreation von Edwin Roscoe Mullins

Charles Henman wurde 1855 in Kings Walden, Hertfordshire, geboren. Über sein früheres Leben und seine Ausbildung ist wenig bekannt. Er arbeitete in Croydon und entwarf mehrere bedeutende Gebäude in der Region. Henman verstarb im Jahr 1932. Sein bekanntestes Werk ist die zwischen 1892 und 1896 erbaute Croydon Town Hall. Das im viktorianischen Stil errichtete Gebäude ist heute als Bauwerk der Kategorie II anerkannt. Zu den architektonischen Details gehören der Uhrturm, das Tympanon, der Eingang an der Fell Road und die Rundbilder in der Braithwaite Hall. Ein weiteres bekanntes Werk Henmans ist die im Jahr 1905 erbaute St. Paul’s Church an der Croham Road in London. Die Kirche wurde aus rotem Backstein mit steinernen Verzierungen errichtet. Charles Henmans architektonischer Stil zeichnet sich durch die Kombination traditioneller viktorianischer Elemente mit funktionalen Aspekten aus, die den Bedürfnissen öffentlicher Gebäude gerecht werden.